# Georg Zacharias
Georg Zacharias (Berlín, 14 de juny de 1884 - Berlín, 31 de juliol de 1953) va ser un nedador alemany de primers del segle xx, que va prendre part en els Jocs Olímpics de 1904.
Especialista en les proves de braça i esquena va guanyar la medalla l'or en les 440 iardes braça i de bronze en la cursa de les 100 iardes esquena.